# Toumba Diakité
Pour les articles homonymes, voir Toumba et Diakité.
Toumba Diakité de son nom de naissance Aboubacar Sidiki Diakité, né le 30 avril 1968 à Conakry (Guinée) est un médecin militaire, militaire et homme politique guinéen.
De 2008 à 2009, il est l'aide de camp du président guinéen Moussa Dadis Camara qu'il tente d'assassiner et chef de la garde présidentielle. Depuis le 21 septembre 2024, il est président du   Parti démocratique pour le changement (PDC), parti qu'il a fondé. En juillet 2024, il est condamné à dix ans de prison pour crime contre l'humanité.

## Biographie

### Enfance et études
Toumba Diakité naît le 30 avril 1968 dans la capitale guinéenne, Conakry. Il est le fils de Diaraye Barry et du colonel à la retraite Mamadi Diakité, ancien membre du bataillon de chars ayant participé à l'Opération Mer Verte contre les Portugais et responsable des quatre chars de la présidence guinéenne pendant 14 ans (1970-1984) sous la Première République. Il intègre la faculté de médecine de l'Université Gamal-Abdel-Nasser de Conakry, d'où il sort diplômé,. À l'Université, il fait la connaissance de Moussa Dadis Camara.

### Parcours militaire
Après le coup d'État de 2008, Toumba Diakité est nommé aide de camp du capitaine Moussa Dadis Camara et intègre l'unité d'élite des « Bérets rouges » (une unité chargée de la sécurité présidentielle), dont il devient le chef.
Après les massacres du 28 septembre 2009 dans le stade du 28 septembre de Conakry, il est accusé d'en être le responsable,. Le 3 décembre 2009, il ouvre le feu sur le président Moussa Dadis Camara et le blesse gravement, alors que ce dernier semblait rejeter sur lui la responsabilité des massacres,. À la suite de ce geste, il quitte la Guinée et est en fuite,. Le 16 décembre, il s'exprime sur RFI et accuse Dadis Camara d'avoir commandité les massacres et d'avoir voulu en rejeter la responsabilité sur lui et affirme avoir aidé des opposants à échapper aux violences, version confirmée par François Louceny Fall, ancien premier ministre guinéen. Le rapport de l'ONG Human Rights Watch, rendu public le 17 décembre, est beaucoup plus sévère pour Toumba, l'estimant responsable de crimes contre l'humanité.
En décembre 2016, il est arrêté à Dakar au Sénégal, où il s'était exilé,. Extradé vers la Guinée en mars 2017, il est depuis incarcéré à la maison centrale de Conakry.

## Parcours politique
Le 21 septembre 2024, depuis la prison, il lance son propre parti politique, le Parti démocratique pour le changement (PDC), dont le siège est Conakry dans le quartier de Gbessia,.

## Procès
Aux côtés de ses coaccusés, il participe au procès du massacre du 28 septembre 2009 qui débute le 28 septembre 2022,. Il est entendu par la cour du 19 octobre au 2 novembre 2022,.
Le 31 juillet 2024, il est reconnu coupable de « crimes contre l'humanité » et est condamné à dix an de prison,.

## Prix et reconnaissance
- 2023 : Personnalité Guinéenews de 2022[22].

## Dans la culture populaire
Depuis le début du procès, la notoriété de Toumba Diakité a augmenté en Guinée et en Afrique, notamment grâce aux musiques de l'artiste nigérienne Tichouou de l'artiste guinéen Lama Sidibé au lendemain du verdict,,.